# Índios pueblo

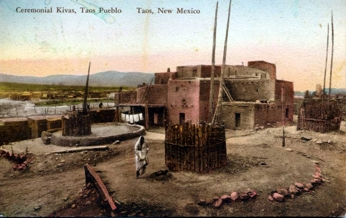
Assentamento de índios pueblo no Novo México em 1920

Índios pueblo são nativos norte-americanos que vivem no sudoeste dos Estados Unidos e que têm em comum o seu estilo de vida em cidades construídas de adobe, pedra e outros materiais locais; seus edifícios são construídos como apartamentos complexos, com várias salas, muitas vezes construídas em posições defensivas estratégicas. Os povos pueblo falam línguas de vários grupos diferentes e também estão divididos culturalmente pelos seus sistemas de parentesco e por práticas agrícolas, embora todos cultivem variedades de milho.